# Viby Idrætsforening (Jylland)
 For alternative betydninger, se Viby Idrætsforening. (Se også artikler, som begynder med Viby Idrætsforening)
Viby Idrætsforening er en idrætsforening i Viby ved Århus, som har fodbold, håndbold, gymnastik, basketball og tennis på programmet. Foreningen blev stiftet den 9. juni 1918.

## Fodbold
Viby Idrætsforenings fodboldafdeling (Viby IF Fodbold) er en selvstændig afdeling af Viby Idrætsforening, hvor de andre afdelinger er basketball, gymnastik, håndbold og tennis. Men fodboldafdelingen er den største afdeling med ca. 500 medlemmer, heraf ca. 275 medlemmer i ungdomsafdelingen. hvor den bedste placering indtil nu er 2. division, hvor den nuværende placering er Danmarksserien.

### Historie
Størst sportslig succes opnåede fodboldholdet i Landspokalturneringen 1954-55, hvor holdet nåede kvartfinalen efter blandt andet at have besejret et af den tids dominerende klubber KB med 2-1 i ottendedelsfinalen. I kvartfinalen tabte Viby med 1-2 til OB.
I nyere tid har Viby to gange i pokalturneringen mødt prominente superligahold: I 2008 var det naboerne fra AGF, der sejrede med 8-0, og i 2010 var modstanderen Champions League-deltagerne fra F.C. København, der sejrede med de mere beskedne cifre 4-1.
Den 18. juni 2011 rykkede klubben for første gang nogensinde op i 2. division. Det skete da Viby på udebane slog Frederikshavn med 2-1 i Danmarksserien og da Odder hjemme slog Aarhus Fremad (II) ligeledes med 2-1 var det Viby som rykkede op.

## Atletik
Klubben var i perioden 1978-1989 en af Danmarks bedste atletikklubber med aktive som; Karen L. Pedersen, Inge Sørensen, Jan A. Hansen, Peter Regli, Erik Sidenius Jensen, Heinrich Due, Morten Kjems, Inge Barslev, Ane Skak, Heidi Mogensen, Finn Nielsen, Bogdan Deoniziak og Line Worm Jensen de vandt i alt 61 danske mesterskabs medaljer for klubben.
Klubbens træner var i denne periode Erik Barslev. De fleste af klubbens aktive og ledere valgte 1990 at bytte til Århus 1900.
Klubben har ikke længere nogen atletik afdeling.